# Китицин Михайло Олександрович
Михайло Олександрович Китицин (рос. Михаил Александрович Китицын; 17 (29) вересня 1885, Чернігів, Російська імперія — 22 серпня 1960, Маунт-Дора, Флорида) — підводник, капітан 1-го рангу. Учасник Російсько-японської, Першої світової і громадянської воєн.
Другий за результативністю російський підводник Першої світової війни після Івана Мессера, однак при цьому найвідоміший, оскільки потопив більшу кількість суден.

## Біографія

### Дитинство і початок військової кар'єри
Михайло Китицин народився 17 вересня 1885 в Чернігові, в сім'ї спадкового дворянина, колезького асесора, помічника прокурора окружного суду. Був хрещений в Свято-Миколаївській церкві.
У дванадцятирічному віці втратив батька. Олександр Олександрович Китицин раптово помер в ніч на 25 (13) жовтня 1897 року. Подальшим вихованням сина займалася мати — Лідія Миколаївна. Особливих статків родина не мала, доводилося здавати кімнати в оренду, а з недбайливими мешканцями судитися. У Чернігові пройшли дитячі та юнацькі роки Михайла. Тут же він навчався в місцевій гімназії, опанував французьку мову.
У 1899 році Михайло Китицин поступив у Морський кадетський корпус, по закінченню якого 21 лютого 1905 року одержав чин мічмана. Через деякий час після Цусімської битви мічман Китицин був відправлений на Далекий Схід, де служив на кораблях Амурської річкової флотилії, а потім на транспорті «Тунгуз». Взяти безпосередню участь в боях російсько-японської війни 1904—1905 років йому не довелося, але брав участь в обороні Миколаївська-на-Амурі.
Деякий час Китицин плавав на номерних міноносцях у Владивостоці і незабаром потрапив на крейсер «Алмаз». Після укладення миру з Японією крейсер попрямував в Сайгон для поповнення офіцерів і команди, які перебували там на російських кораблях. Китицин був 21 листопада 1905 року разом з 5 офіцерами і 38 матросами переведений на крейсер «Олег». У квітні 1906 року на цьому крейсері повернувся в Балтійське море.
У 1905—1908 роках Михайло Олександрович плавав на крейсері «Олег». Влітку 1906 року Китицин в плаванні на крейсері «Крейсер», а восени був призначений в мінну дивізію на новий міноносець «Фінн».
У 1908 році Китицин отримав призначення на транспорт «Бакан» і відправився на цьому судні в Північний Льодовитий океан для охорони там російських промислів. «Бакан» повернувся в Лібаву в листопаді 1909 року.
За характером він був людиною невгамовною, схильною до змін. 1 листопада 1908 року Китицин був зарахований до числа слухачів Навчального загону підводного плавання, яким командував герой російсько-японської війни контр-адмірал Едуард Миколайович Щенснович. Після закінчення Навчального загону підводного плавання 1 вересня 1909 року Китицин отримав чин лейтенанта, був переведений на Чорноморський флот.
З 15 вересня 1909 року по 1 грудня 1912 року проходив службу на посаді командира підводного човна «Судак». Пізніше, в якості вахтового начальника, до 1 серпня 1913 року Михайло Олександрович служив на канонерському човні «Уралец», що базувався в грецькому порту Пірей. Потім він склав іспити і був зарахований до числа слухачів Миколаївської морської академії, навчання в якій йому не вдалося завершити через початок Першої світової війни.

### Перша світова війна
На початку Першої світової війни Китицин служив на сухопутному фронті в Окремому батальйоні 2-го Балтійського флотського екіпажу. Брав участь в обороні Івангородської фортеці. Однак участь у тривалій позиційній війні не могла влаштувати енергійного офіцера-підводника, і Китицин повернувся на Чорноморський флот. Він був призначений старшим прапор-офіцером начальника штабу Бригади підводних човнів, а потім в чині старшого лейтенанта вступив в командування одним із новітніх російських підводних човнів — «Тюлень» — спущеним на воду 19 жовтня 1913 року.
Головним завданням, поставленим керівництвом перед чорноморськими підводниками, було перекривання шляхів доставки енергоресурсів в турецьку столицю — Константинополь, де базувався флот Османської імперії. Метою атак російських підводних човнів були будь-які турецькі судна, що перевозили до Босфору вугілля і нафтопродукти. Внаслідок загальної технічної відсталості Туреччини, це були, переважно, вітрильники, що курсували між столицею і східними анатолійськими портами.
17 жовтня 1915 року Китицин офіційно став командиром човна «Тюлень». Перший грудневий вихід в море «Тюленя» результатів не приніс.
З лютого 1916 роки після припинення блокади вугільного району есмінцями, підводні човни стали основним засобом впливу на турецький транспортний флот. Перший похід «Тюленя» в новому 1916 році відбувся 28 січня — 10 лютого. В ході крейсерування він двічі піддавався атакам німецького гідролітака Gotha WD2, причому одного і того ж — з бортовим номером 286. У першу атаку літак скинув 2 бомби, в другу ще 5 — все безрезультатно. 6 лютого біля Кефкена була захоплена турецька шхуна, але довести приз не вдалося і вона затонула.
Невдачі минулих походів «Тюлень» сповна надолужив у крейсеруванні 14-23 березня. 19 березня поблизу Босфору був атакований турецький пароплав «Дутор» (4 232 брт), який перевозив вугілля. Незважаючи на охорону турецьким есмінцем «Гайрет-і-Ватанен», пароплав був сильно пошкоджений, викинувся на берег і був добитий 5 квітня 1916 року торпедою з підводного човна «Морж». 21 березня після походу до берегів Болгарії «Тюлень» повернувся до Кефкену, де виявив флотилію турецьких шхун. Російський підводний човен влаштував справжнє побоїще, відправивши на дно 11 вітрильників.
Сам Китицин через багато років згадував, що серце його не бажало топити ці невеликі шхуни, які не здатні здійснити жодного опору, але наказ командування він виконував бездоганно. В ході морських рейдів «Тюлень», зазвичай у надводному положенні, йшов уздовж південного чорноморського узбережжя на схід і розполохував команди турецьких транспортних вітрильників, знерухомлених штилем. Турки кидали свої шхуни напризволяще і спішно веслували на шлюпках до берега, а «Тюлень» настільки ж неквапливо підходив до ворожих суден і, не витрачаючи боєкомплект, просто підпалював їх за допомогою клоччя з гасом або пробивав їх борти піротехнічним патроном, а деякі, підпалені судна, які не тонули, добивались тараном.
У поході 5-15 квітня після атаки «Тюленя» викинувся на берег каботажний пором «Езер-і-Мерхамед» (230 брт). Його хотіли добити торпедою, але, мабуть, вона пройшла повз, оскільки за турецькими даними пором був відновлений після війни. Після цього походу 88-мм гармату, яка дала осічку, замінили 76.2-мм японською гарматою.
У наступному крейсерстві 11 травня біля Кара-Бурну була потоплена шхуна, а човен був атакований гідролітаком, який скинув 7 бомб. 13 травня біля Варни були потоплені 4 шхуни, а 16 травня буля Ігнеади був захоплений перший приз — барк «Балджі» (144 брт), який потім увійшов до складу транспортної флотилії як «Транспорт № 179». У поході 8-14 червня на «Тюлені» сталася поломка носових горизонтальних рулів, яка змусила його повернутися на базу. З 8 по 19 липня «Тюлень» знищив шхуну і змусив викинутися на берег 2 пороми — «Халі» (298 брт) і «Невесер» (287 брт), які згодом турки врятували.
5-6 серпня «Тюлень» з начальником розвідки флоту капітаном 2 рангу А. А. Ніщенковим і штурманом бригади М. Є. Крафтом на борту двічі таємно проникав в бухту Варни, здобувши цінні відомості. Після цього походу М. А. Китицин був нагороджений орденом Святого Георгія 4-го ступеня, а члени екіпажу отримали численні нагороди. В подальшому великому поході в кінці серпня — на початку вересня «Тюлень» потопив 1 шхуну, але в результаті його розвідки російський флот відправив на дно 4 турецьких пароплави і 8 шхун.
У поході 24-30 вересня відбувся знаменитий бій «Тюленя» з озброєним пароплавом «Родосто» (3 662 брт). На четвертий день бойового чергування біля турецьких берегів, в 15 милях від Босфору, недалеко від острова Кефкен, вже в сутінках, близько 22 години сигнальник «Тюленя», що знаходився в надводному положенні, помітив великий пароплав, який йшов від Босфору на схід.
За сигналом бойової тривоги гарматні розрахунки двох 76-мм гармат підводного човна зайняли свої місця, і старший лейтенант Китицин повів «Тюлень» навколо Кефкена, щоб перехопити пароплав і відтиснути його від берега в море. Зазвичай вже після перших пострілів турецькі судна спускали прапор і їх команди сідали в шлюпки, проте цього разу так не було.
О 22 годині 45 хвилин з човна пролунав перший постріл, і відразу ж у відповідь з пароплава гримнули у відповідь дві гармати. На ньому стояли 88 мм і 57 мм гармати. Згущується темрява, нервове напруження і брак досвіду не дозволили противнику вести точний вогонь. Турки не зуміли як слід роздивитися силует російського підводного човна і по частоті пострілів взяли його за есмінець. Приціли турецьких гармат були виставлені на дальність 10 кабельтових, в той час як фактично бій йшов на дистанції не більше 6 кабельтових. В результаті жоден з 30 випущених з пароплава снарядів не завдав човну пошкоджень. Зате вогонь «Тюленя» був точним. Протягом 50 хвилин з човна було випущено 46 снарядів, близько 30 з яких потрапили в ціль. Після цього частина команди пароплава на чолі з одним з офіцерів втекла на шлюпці, однак моряки, які залишились на судні, вперто не бажали здаватися. На пароплаві спалахнула пожежа, але він випустив димову завісу і продовжував «огризатися». Боєзапас «Тюленя» закінчувався, тому Китицин підвів свій човен до «Родосто». Мічман Краузе, особисто вставши до гармати, з дистанції 3 кабельтових вистрілив 6 снарядів по цілі. На човні залишився єдиний, останній снаряд, і тільки його вдалося «зекономити» — пароплав, нарешті, ліг в дрейф. «Тюлень» підійшов впритул до турецького судна, і російські моряки підняли на борт 2 турків і 6 німців, які борсались у воді, в тому числі капітана корабля і ще двох німецьких морських офіцерів. Частина команди «Тюленя» в складі 3 офіцерів і близько 20 матросів перейшла на «Родосто» і почала гасити пожежі, піднімати пари і виправляти рульове управління. До ранку моряки привели сильно пошкоджений і ще паруючий захоплений пароплав під конвоєм «Тюленя» до рідних берегів. Через 40 годин після бою човен і полонений пароплав в супроводі есмінця «Швидкий» благополучно прибули до Севастополя, де «Родосто» був перейменований в «Транспорт № 148» і був включений до складу транспортної флотилії. За цей подвиг Михайло Олександрович Китицин був нагороджений золотою Георгіївською зброєю.
Вдалим виявився і наступний похід (21-29 жовтня). 23 жовтня була захоплена і знищена шхуна «Люфті-Джеліль», 25-го від вогню «Тюленя» на берег викинувся пароплав «Тутсак» (150 брт). Після спроби зняти його з мілини разом із захопленою моторною шхуною «Акденіз» пароплав був підірваний торпедою, а шхуна була на наступний день затоплена. 27-го біля Кефкена був захоплений вітрильник «Сфатос» з вантажем тютюну, відправлений в якості призу в Севастополь.
Після цього походу в бойовій діяльності «Тюленя», який 2 роки майже безперервно знаходився в боях і походах, настала пауза. 13 листопада 1916 року він перейшов до Миколаєва і встав на довгий ремонт.
Перший похід в 1917 році і останній похід «Тюленя» під командуванням Китицина відбувся 15-27 липня. 18-го біля гирла річки Мелен-Су була потоплена шхуна, 23-го — ще дві, 24-го — каботажний пароплав «Інтізам» (244 брт.).
На початку вересня 1917 року капітан 2-го рангу Китицин здав човен новому командиру старшому лейтенанту М. Є. Крафту, а сам отримав призначення на посаду начальника Окремих гардемаринських курсів і поїхав до Петрограда, де в жовтні того ж року був підвищений у званні до капітана 1-го рангу і разом зі своїми гардемаринами відбув на Далекий Схід для практичних занять. Після прибуття до Владивостока Михайло Олександрович був призначений командиром новоствореного Навчального загону Сибірської флотилії в складі допоміжного крейсера «Орел» і міноносців «Жвавий» і «Грозний».

## Громадянська війна
Жовтневий переворот застав Михайло Китицина в навчальному плаванні з гардемаринами на крейсері «Орел» в порту Нагасакі. Між революційно налаштованим екіпажем і гардемаринами почали виникати конфлікти, а кораблю нова влада наказала повернутися до Владивостока. Через заворушення капітан 1 рангу Китицин вирішив попросити допомоги у союзників і повів свій крейсер у Гонконг. У цьому порту на берег зійшли всі матроси і 20 «червоних» гардемаринів, а судно перейшло в підпорядкування «білого» командування. Однак незабаром, наказом новопризначеного командувача Навчальним загоном, Китицин був списаний з «Орла» і залишений в Японії. Такий поворот долі не збентежив Михайла Олександровича. На початку 1919 року Китицин дістався до Владивостока, і за власною ініціативою на базі відкритого Морського училища створив Морську роту з колишніх гардемаринів і нових кадетів, для участі в Білому русі. Цей загін взяв участь у невдалому десанті в районі села Володимиро-Олександрівське, де під час висадки були смертельно поранені заступник і ординарець Китицина, а сам він ледве уникнув загибелі.
Після падіння влади адмірала Колчака Морське училище в 1920 році евакуювали на допоміжному крейсері «Орел» і посильному судні «Саха» і Китицин разом зі своїми гардемаринами зробив ще одне плавання з Владивостока до Севастополя, до генерала Врангеля. У цьому переході йому знову довелося проявити свій рішучий характер. У Порт-Саїді обидва корабля загону Китицина були надовго затримані англійським командиром порту. Коли на них стали підходити до кінця запаси провізії і вугілля, дозволу на вихід з рейду все ще не було отримано. Китицин заявив англійцям, що якщо протягом 36 годин на кораблі не будуть передані вода, провізія, вугілля і не буде дано дозвіл на вихід в море, то він виведе їх в Суец і затопить поперек каналу. Через 2 години англійці надали все необхідне для подальшого плавання.
До Севастополя загін Китицина прибув 27 жовтня 1920 року, і вже 10 листопада вийшов наказ про залишення Криму через безнадійність оборони. Командир і екіпаж «Якута» взяли активну участь в евакуації білих частин з Севастополя, звідки корабель здійснив самостійний перехід в порт Бізерта в Тунісі. Там в 1921—1922 роках Китицин служив командиром стройової частини Морського корпусу, де гардемарини продовжували навчання.

### В еміграції
У серпні 1922 року Китицин залишив службу, поїхав в США, одружився з американкою Клер Рідікер і залишився там назавжди. У 1923 році Михайло Олександрович Китицин став засновником і першим головою Товариства офіцерів Російського Імператорського флоту в США.
Перший час Китицин працював таксистом в Нью-Йорку, а потім, отримавши американське громадянство, поступив інженером на муніципальну службу. Йому довелося будувати нью-йоркську підземку, в тому числі тунель під Гудзоном. У період «Великої депресії» Китицин 3 роки пропрацював в Колумбії, займаючись топографічними зйомками. Повернувшись у США, отримавши знову місце інженера на муніципальній службі, працював на будівництві дамби в горах неподалік від Нью-Йорка.
У роки Другої світової війни він служив в американських ВМС, працював топографом на будівництві військово-морської бази в Йорктауні.
Після закінчення війни перевівся в United States Bureau of Reclamation, де працював топографом на будівництві дамб зрошувальних систем. Пізніше працював інженером в штатах Айдахо і Вашингтон, де брав участь у створенні проекту зрошувальної мережі басейну річки Колумбія.
У 1955 році, вийшовши на пенсію, Михайло Китицин переїхав до Флориди. В останні роки жив з дружиною у Флориді в містечку Маунт Дора.
Помер у віці 76 років в ніч на 22 серпня 1960 року під Флориді.

## Особистість
Михайло Олександрович Китицин був прекрасно освіченою людиною, знав французьку та англійську мови. Для своїх вихованців і товаришів по службі, як писав один з них, «він був уособленням прикладу. Лицар без страху і сумніву. Ідеальний Офіцер і Командир».

## Звання
- Мічман (1905)
- Лейтенант (6 грудня 1908)
- Старший лейтенант
- Капітан 2-го рангу
- Капітан 1-го рангу (1917)

## Нагороди
- Знак про закінчення Офіцерського класу підводного плавання
- Знак про закінчення повного курсу наук Морського кадетського корпусу
- Темно-бронзова медаль «У пам'ять Японської війни 1904—1905» (1906)
- Орден Святого Станіслава
  - 3-го ступеня (6 грудня 1910)
  - 2-го ступеня з мечами (28 вересня 1915)
- Світло-бронзова медаль «У пам'ять 300-річчя правління дому Романових» (1913)
- Орден Святого Георгія 4-го ступеня
- Імператорський орден Святого Рівноапостольного князя Володимира 4-го ступеня з мечами і бантом
- Орден Святої Анни
  - 3-го ступеня (6 грудня 1914) з мечами і бантом
  - 4-го ступеня з написом «За хоробрість» (19 січня 1915)
- Георгіївська зброя

## Вшанування пам'яті
17 грудня 2010 року з ініціативи Чернігівської обласної організації ветеранів-підводників в пам'ять про Китицина сесія міської ради ухвалила рішення про перейменування однієї з вулиць Чернігова на вулицю Підводника Китицина, а 22 квітня 2011 року на стіні будинку № 15-А на вулиці Підводника Китицина в урочистій обстановці було відкрито меморіальну дошку.